# 阿图罗·罗德里格斯
阿图罗·罗德里格斯（西班牙語：Arturo Rodríguez，1907年5月27日—1982年11月22日），阿根廷男子拳击运动员。他曾代表阿根廷参加1924年和1928年夏季奥林匹克运动会拳击比赛，其中1928年奥运会获得一枚金牌。